# Walt Frazier
Walter „Clyde” Frazier (ur. 29 marca 1945 w Atlancie) – amerykański koszykarz, rozgrywający. Dwukrotny mistrz NBA. Członek Basketball Hall of Fame.
Mierzący 193 cm wzrostu koszykarz studiował na Southern Illinois University. Do NBA został wybrany z 5. numerem w drafcie 1967 przez New York Knicks. W Nowym Jorku grał przez dekadę. W tym czasie dwa razy zdobywał tytuł mistrzowski (1970, 1973). Koszykarz w siódmym meczu Finałów '70 zaliczył 36 punktów, 19 asyst, 7 zbiórek i 5 przechwytów. W 1977 odszedł do Cleveland Cavaliers – w klubie tym zakończył karierę w 1980. Był zawodnikiem niezwykle wszechstronnym, jego znakiem firmowym były przechwyty.
Siedem razy brał udział w NBA All-Star Game (MVP w 1975). W 1996 znalazł się wśród 50 najlepszych graczy występujących kiedykolwiek w NBA. Pracuje jako komentator meczów Knicks.
Przydomek Clyde wziął się z zamiłowania Fraziera do kapeluszy. Podobne nakrycie głowy w filmie Bonnie i Clyde nosił Warren Beatty wcielający się w postać Clyde'e Barrowa.
W 1996 wystąpił w filmie Eddie.

## Osiągnięcia

### NCAA
- Mistrz turnieju NIT (1967)[3]
- Finalista turnieju NCAA Division II (1965)
- MVP turnieju NIT (1967)[3]
- Zaliczany do:
  - składu Division II All-American (1964-1965)
  - Akademickiej Galerii Sław Koszykówki (2006)[4]

### NBA
- dwukrotny mistrz NBA (1970, 1973)[5]
- Wicemistrz NBA (1972)[5]
- MVP meczu gwiazd:
  - NBA (1975)[6]
  - NBA vs ABA (1971)[7]
- Uczestnik meczu gwiazd:
  - NBA (1970–76)[8]
  - NBA vs ABA (1971)[9]
  - Legend NBA (1985, 1987)[10]
- Wybrany do:
  - I składu:
    - NBA (1970, 1972, 1974–75)[11]
    - defensywnego NBA (1969–1975)[12]
    - debiutantów NBA (1968)[13]

  - II składu NBA (1971, 1973)[11]
  - Koszykarskiej Galerii Sław (Naismith Memorial Basketball Hall Of Fame - 1987)[14]
  - grona 50 Najlepszych Zawodników w Historii NBA (NBA’s 50th Anniversary All-Time Team – 1996)[15]
  - składu najlepszych zawodników w historii NBA, wybranego z okazji obchodów 75-lecia istnienia ligi (2021)[16]
- Klub Knicks zastrzegł należący do niego w numer 10[17]
- Lider play-off w średniej:
  - asyst (1969)[18]
  - przechwytów (1975)[19]

### Rekordy
Stan na 20 stycznia 2017, na podstawie, o ile nie zaznaczono inaczej.
Klubu Knicks
- najwyższa liczba:
  - asyst w:
    - karierze (4791)
    - karierze podczas play-off (599)
    - w pojedynczym sezonie play-off (156 – 1970)
- najwyższa średnia przechwytów w:
  - karierze podczas play-off (2,13)
  - pojedynczym sezonie podczas play-off (3,67 – 1975)